# Franz Tartarotti
Franz Hugo Tartarotti (* 11. März 1942 in Innsbruck; † 28. August 2022) war ein deutsch-italienischer Journalist.

## Leben
Aufgewachsen in Hopfgarten, Tirol, absolvierte Tartarotti eine Fotolehre in Florenz und das Studium der Fotografie in Köln an der TH Köln, das er als Dipl.-Ing. abschloss. Danach arbeitete er beim WDR als Kameraassistent u. a. für Hier und heute, die V.I.P.-Schaukel und Wer dreimal lügt.
In den 1970er Jahren arbeitete er als Kriegsberichterstatter für das auslandsjournal des ZDF und den Weltspiegel der ARD und für das Stern Magazin.
Als Korrespondent berichtete er u. a. vom Vietnamkrieg, Biafrakrieg, aus dem Iran, Indien, Afghanistan und Irak,
Außerdem war er in den USA, Mittel- und Südamerika für verschiedene Sendungen des ZDF engagiert, wie z. B. Bilder aus Amerika und Abenteuer und Legenden.
Während seiner Tätigkeit im Iran wurde er Opfer eines Überfalls, den er schwer verletzt überlebte, genauso wie einen Schuss, der auf ihn während des Vietnamkriegs als Embedded Journalist auf einen Helikopter der US-Armee abgefeuert wurde.
Besondere Bekanntheit hatte er durch seine Tätigkeit als Vermittler bei der Kronzucker-Entführung sowie bei der Entführung der Nina von Gallwitz erlangt. In beiden Entführungsfällen gelang es ihm, mit den Erpressern zu verhandeln, ein Lösegeld zu übergeben und die entführten Kinder und Jugendlichen unbeschadet zu befreien.
Franz Tartarotti lebte in Bonn. Er war verheiratet und hatte zwei Töchter. Seine Halbschwester Corinna Tartarotti starb 1984 nach dem Brandanschlag der „Gruppe Ludwig“ auf die Münchener Diskothek „Liverpool“.
Tartarotti starb 2022 im Alter von 80 Jahren und wurde auf dem Friedhof in Bonn-Poppelsdorf beigesetzt.

## Veröffentlichungen (Auswahl)
- Zwischen Bhagwan und Jesus: von indischen Gurus und dem Rabbi aus N., 1983, Film, mit Gerhard Müller[4]
- Abenteuer und Legenden: vom Ararat zum Amazonas, 1989, Buch, mit Dieter Kronzucker
- Der Ruf des Lhotse mit Dieter Kronzucker unterwegs im Himalaya, 1989, Film, mit Dieter Kronzucker, Bettina Witte
- Die Enkel der Kopfjäger Les petit-fils des coupeurs de tête, 1990, Film, mit Dieter Kronzucker
- Vom Niedergang der Navajo Mit Franz Tartarotti in Arizona, 1992, Film
- Bist du vom Zirkus?: Kleinwüchsige Menschen in Deutschland, 1994, Film, mit Karin Boyd
- Im Fadenkreuz von Scientology, 1997, Film
- Der Feind ist überall. Scientology und seine Kritiker, 1998, Film
- Die Fluchtburgen der Walser, 1990, Film, mit Dieter Kronzucker, Matthias-Johannes Fischer